# Alpinia romblonensis
Alpinia romblonensis är en enhjärtbladig växtart som beskrevs av Adolph Daniel Edward Elmer. Alpinia romblonensis ingår i släktet Alpinia och familjen Zingiberaceae. Inga underarter finns listade i Catalogue of Life.